# Kinnegad
Kinnegad (irl. Cionn Átha Gad) – miasto leżące na granicy hrabstw Westmeath i Meath w Irlandii oraz na skrzyżowaniu dróg krajowych N4 i N6. Liczba mieszkańców w 2011 roku wynosiła 2662 osoby.